# Goidelische Sprachen
Die goidelischen Sprachen (irisch teangacha Gaelacha, schottisch-gälisch cànanan Goidhealach, Manx çhengaghyn Gaelgagh), auch gälische Sprachen und Goidelisch genannt, sind ein Zweig der  inselkeltischen Sprachen. Der zweite Zweig der inselkeltischen Sprachen sind die britannischen Sprachen. Zu den heutigen goidelischen Sprachen gehören Irisch, Schottisch-Gälisch und Manx. Das vorübergehend ausgestorbene Manx steht dem Schottisch-Gälischen näher als dem Irischen. Die Sprecher der goidelischen Sprachen werden Gälen genannt.

## Bezeichnung
Die Bezeichnung Goidelisch geht auf das altirische Wort Goídelc zurück, eine Ableitung von Goídel ‚Ire‘, was wiederum ein Lehnwort aus dem Britannischen ist. Goídelc war zunächst die Bezeichnung für die irische Sprache im frühen Mittelalter. In der Sprachwissenschaft wird goidelisch für den Zweig der inselkeltischen Sprachen verwendet, der Irisch, Schottisch-Gälisch und Manx umfasst.

## Geschichte
Alle modernen goidelischen Sprachen gehen auf das frühmittelalterliche Irische zurück, der Begriff Goidelisch umfasst aber auch ältere Sprachstufen, wie das archaische Altirisch. In der Entwicklung der goidelischen Sprachen lassen sich folgende Phasen unterscheiden:
- Frühes Goidelisch (vor dem 4. Jahrhundert)
- Urtümliches Irisch (ca. 4. bis 6. Jahrhundert)
- Archaisches Altirisch[4] (ca. 7. Jahrhundert)
- Altirisch (ca. 8./9. Jahrhundert)
- Mittelirisch (ca. 10. bis 12. Jahrhundert)[3]
  - Modernes Irisch
  - Schottisch-Gälisch
  - Manx

Das frühe Goidelisch ist nur durch wenige Orts- und Stammesnamen überliefert und muss ansonsten von der historischen Sprachwissenschaft rekonstruiert werden. Das urtümliche Irisch ist ausschließlich durch Inschriften in Ogam-Schrift belegt. Das archaische Altirisch ist eine frühe Form des Altirischen. Es gibt lediglich vereinzelte direkte Belege des archaischen Altirisch in der Form von einzelnen Wörtern und Namen in lateinischen Texten. Indirekt kann die Forschung jedoch noch auf eine Reihe von Prosa- und Lyriktexten zurückgreifen, die in späteren Manuskripten überliefert sind, aber vermutlich ursprünglich aus dem 7. Jahrhundert stammen. Altirisch ist direkt belegt über Glossen und Marginalien irischer Schreiber in lateinischen Texten. Für Mittelirisch kann die Forschung bereits auf bedeutende Manuskripte aus dem Mittelalter zurückgreifen.

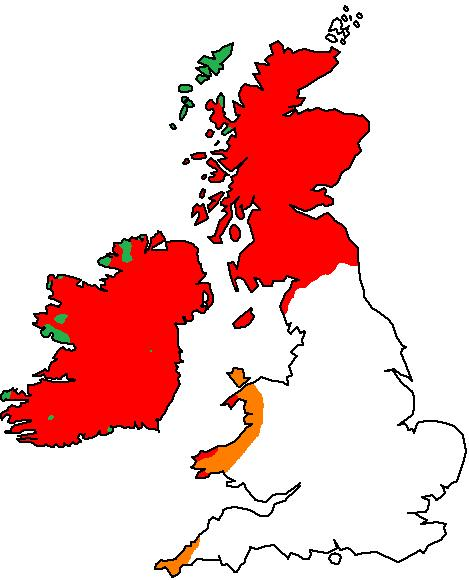
Die gälischsprachige Welt.
die maximale Ausdehnung des Altirischen (gemeinsamer Vorfahre von Irisch, Schottisch-Gälisch und Manx)
Orte mit Ogham-Inschriften
Gebiete in denen zurzeit gälisch gesprochen wird

Etwa ab dem 5. Jahrhundert breiteten sich goidelisch sprechende Iren im heutigen Schottland und auf der Insel Man aus. Die drei goidelischen Sprachen formten historisch ein Dialektkontinuum von Irland über die Insel Man bis Schottland. Im 13. Jahrhundert trennten sich die Dialekte, die in Schottland und Man gesprochen wurden, von dem Irischen und entwickelten sich zu einer eigenständigen Sprachvariante. Im 15. Jahrhundert schließlich trennten sich auch Schottisch-Gälisch und Manx voneinander und entwickelten sich zu eigenständigen Sprachen.

## Geografische Ausbreitung
Die modernen goidelischen Sprachen sind heute noch in Irland und in Schottland zu finden. Manx, ursprünglich auf der Insel Man beheimatet, hat mit dem Tod von Ned Maddrell 1974 keine Muttersprachler mehr, aber es gibt seit dem 19. Jahrhundert einige Bemühungen, die Sprache wiederzubeleben und unter der englischsprachigen Bevölkerung von Man populär zu machen.
Auch außerhalb der britischen Inseln gibt es Dialekte, die vom Irischen bzw. Schottisch-Gälischen abstammen und damit goidelisch sind: So gibt es einige Belege dafür, dass Schottisch-Gälisch und (weniger) Irisch von irischen und schottischen Einwanderern und deren Familien in Neufundland gesprochen wurde. Das Kanadisch-Gälische ist ein auf Nova Scotia gesprochener Dialekt der Nachfahren schottischer Einwanderer.